# Nguyễn Phúc Chú
Nguyễn Phúc Chú (chữ Hán: 阮福澍, 1697-1738) hay Trú hay Thụ còn được gọi là Nguyễn Túc Tông, Chúa Ninh là vị chúa Nguyễn thứ bảy của chính quyền Đàng Trong trong lịch sử Việt Nam (ở ngôi từ 1725 đến 1738), nối ngôi Chúa Nguyễn Phúc Chu.

## Thân thế
Nguyễn Phúc Thụ là trưởng nam của chúa Nguyễn Phúc Chu và bà Từ Huệ phu nhân Tống Thị Được.
Ban đầu ông được phong chức Cai cơ, tước Đỉnh Thịnh Hầu. Năm 1715 ông được thăng Chưởng cơ, làm phủ đệ tại dinh cơ Tả Sùng.
Năm 1725, Chúa Minh Nguyễn Phúc Chu qua đời, ông nối ngôi lúc 29 tuổi, ông được quần thần tôn là Tiết Chế Thủy Bộ Chư Dinh Kiêm Tổng Nội Ngoại Quốc Trọng Sự Thái phó Đỉnh Quốc Công, hiệu là Văn Truyền đạo nhân (vì mộ đạo Phật), đương thời gọi là Ninh vương (tục gọi là chúa Ninh).

## Điều hành Đàng Trong
Tháng Giêng năm Bính Ngọ (1726), chúa Ninh ban bố các điều răn, đại ý là khuyên dân siêng năng cày cấy và cấm đứt nạn rượu chè, cờ bạc.
Tháng 4 năm Kỷ Dậu (1729), chúa Ninh bắt đầu cho lập trường đúc tiền.
Năm Ất Mão (1735), Tổng binh Hà Tiên là Mạc Cửu mất, con trai cả là Mạc Thiên Tứ kế tục sự nghiệp của cha. Năm sau, (Bính Thìn 1736), Thiên Tứ được chúa Ninh phong làm Tổng binh Đại đô đốc trấn Hà Tiên, để giữ gìn và mở mang xứ ấy.
Tháng 6 mùa hạ năm thứ 12 (1737), triều đình định lại quan chế, cải cách sắc phục, thay đổi phong tục, mọi người đều theo lối mới, tránh cái thô lậu của Bắc hà từ trước tới nay (lúc ấy từ sông Linh Giang thuộc châu Bố Chính trở vào Nam gọi là Nam hà, trở ra Bắc gọi là Bắc hà). Miền Nam từ đây rạng rỡ một vùng y quan văn vật.

## Đánh Chân Lạp
Năm Tân Hợi (1729), một lãng nhân tên Prea Sot (ở tỉnh Baphum nước Chân Lạp) xách động người dân Chân Lạp nổi dậy tàn sát tất cả người Việt ở trong vùng Banam mà họ gặp, rồi còn tiến sang quấy nhiễu ở Sài Gòn.
Để đối phó với quân Chân Lạp do Prea Sot chỉ huy, tướng Trương Phước Vĩnh sai cai cơ Đạt Thành ra chống ngăn, nhưng ông này đánh không lại, bị giết.
Tướng Vĩnh bèn điều động Giám quân cai đội Nguyễn Cửu Triêm đi đánh, quân Chân Lạp thua chạy về Vũng Gù (Mỹ Tho). Lại điều thêm Thống binh Trần Đại Định (con Trần Thượng Xuyên) mới dẹp tan hết.
Sau khi dẹp xong xét thấy cần phải có một cơ quan thống suất để kịp thời giải quyết việc binh ở vùng đất mới, năm Nhâm Tý (1732), chúa Ninh sai đặt sở Điều khiển (chữ Hán: 調 遣) ở Sài Gòn, cử hai tướng có công đánh đuổi quân Prea Sot là Trương Phước Vĩnh giữ chức Điều khiển sự sở Gia Định, Nguyễn Cửu Triêm làm Thống trấn dinh Trấn Biên (Biên Hòa).
Khi ấy, vua Chân Lạp là Satha II (Nặc Tha) sợ vạ lây, liền gửi thư cho tướng Vĩnh để thanh minh rằng mọi việc trên đều do Prea Sot gây ra, và xin đem hai vùng đất là Peam Mesar (Mỹ Tho) và Longhôr (Vĩnh Long) dâng chúa Ninh để cầu hòa (1732). Bấy giờ, thấy đất Gia Định (tức toàn miền Nam) rộng rãi quá, để tiện việc coi giữ, chúa Ninh cho lập châu Định Viễn, dựng dinh Long Hồ, bổ nhiệm quan lại rồi đưa thêm dân Việt đến khai hoang lập nghiệp.
Mùa xuân năm thứ 8 (1732) triều đình sai quan Khổn Súy (閫帥). Gia Định phân chia đất ấy để lập ra châu Định Viễn và dinh Long Hồ (lỵ sở nay là thôn An Bình Đông thuộc huyện Kiến Đăng, trấn Định Tường, tục gọi là dinh Cái Bè).
Tháng giêng năm Quý Sửu (1733), chúa Ninh cho đặt đồng hồ ở các dinh trấn. Các đồng hồ này được chế tạo ở trong nước và phỏng theo kiểu cách phương Tây.
Mùa đông năm thứ 16, Quý Dậu (1735), triều đình sai Cai đội Thiện Chánh hầu làm Thống suất, Ký lục Nghi Biểu hầu Nguyễn Cư Trinh làm Tham mưu điều khiển tướng sĩ 5 dinh: Bình Khang (Năm thứ 4 Canh Ngọ đổi Thái Khang làm dinh Bình Khang), Bình Thuận, Trấn Biên, Phiên Trấn và Long Hồ (Chức Điều khiển được thiết lập từ đây) đi kinh lược đất Cao Miên, quan quân đồn trú ở xứ Bến Nghé, lập nên dinh trại, gọi tên là Đồn Dinh (nay là chợ Điều Khiển), rồi lo luyện tập quân sĩ, điều độ lương thảo, tính kế mở mang.

## Qua đời
Ở ngôi chúa 13 năm, chúa Nguyễn Phúc Chú qua đời vào ngày 20 tháng 4 năm Mậu Ngọ (7 tháng 6 năm 1738) lúc 42 tuổi.
Chúa Ninh được an táng tại lăng Trường Phong nằm trong khu Thiên Thọ Lăng (Lăng Gia Long) ở huyện Hương Trà, tỉnh Thừa Thiên. Triều thần dâng thụy hiệu cho chúa là Đại đô thống Tổng quốc chính Vũ Hiếu Ninh vương. 
Năm Bính Dần (1806), vua Gia Long lại truy tôn là Hiếu Ninh hoàng đế, miếu hiệu là Túc Tông, đưa long vị vào thờ tại Thái Miếu, án thứ ba bên phải . 
Chúa Nguyễn Phúc Chú được đánh giá là người đã có công trong việc thiết lập đơn vị hành chính mới, giữ gìn và mở mang vùng đồng bằng sông Cửu Long.

## Gia đình

### Vợ
- Trương Thị Thư (1699 - 1720), chánh quán huyện Tống Sơn tỉnh Thanh Hóa, con của quan Chưởng dinh Trương Phúc Phan. Bà vào hầu Ninh vương trong thời kỳ tiềm để, sau được phong lên bậc Nhã cơ. Khi mất, được truy tặng là Tu Dung Á Phu Nhân. Vũ vương truy tôn Từ Ý Quang Thuận Thục phi. Vua Gia Long truy tôn: Từ Ý Quang Thuận Chiêu Hiến Thục Huệ Hiếu Ninh Hoàng Hậu, tên lăng là Vĩnh Phong, táng ở làng Long Hồ (Hương Trà, Thừa Thiên). Bà được phối thờ với Ninh vương ở Thái Miếu, án thứ ba bên hữu. Bà là thân mẫu của Nguyễn Phúc Khoát và Nguyễn Phúc Du.
- Tả Cung tần Trương Thị Hoặc, mẹ của Ngọc Thường.
- Hữu Cung tần Nguyễn Thị Ta, mẹ của Nguyễn Phúc Tường và Nguyễn Phúc Ngọc Biện.

### Con

#### Công tử
1. Nguyễn Phúc Khoát, Thế Tông Hiếu Vũ hoàng đế, còn gọi là chúa Vũ (Vũ Vương).
2. Nghiễm Quận công Nguyễn Phúc Du (? - 1751), truy phong Thái bảo Nghiễm Quận công. Có ba con trai: Diệp, Liêu, Khánh.
3. Tường Quang hầu Nguyễn Phúc Tường (1728 - 1758), trước làm quan đến Cai đội, khi mất truy tặng Cai cơ Tường Quang hầu. Có con trai tên Huy.

#### Công nữ
1. Khuyết danh, mất sớm.
2. Nguyễn Phúc Ngọc Thường (? - 1790), lấy Cai đội Nguyễn Phúc Mao (được đổi quốc tánh).
3. Nguyễn Phúc Ngọc San (1717 - 1767), lấy Chưởng dinh Tống Phúc Dinh.
4. Nguyễn Phúc Ngọc Duyên, lấy Nội hữu Chưởng dinh Hoán Quận công Nguyễn Cửu Pháp. Gặp biến cố Giáp Ngọ (1774), bà cùng chồng theo Duệ Tông Định Vương chạy vào Quảng Nam. Ông Pháp bị bệnh nên quay về Phú Xuân và mất ở đó. Bà và Duệ Tông chạy vào Gia Định. Gia Định thất thủ, bà lại theo Gia Long (khi chưa là vua) chạy qua Xiêm. Không rõ bà mất năm nào. Năm 1803, hài cốt bà được cải táng tại làng Dương Xuân, Huế.
5. Nguyễn Phúc Ngọc Biện, lấy Cai đội Nguyễn Phúc Tín.
6. Nguyễn Phúc Ngọc Uyển, hiệu là Mỹ Hòa công chúa, lấy Cai cơ Nguyễn Cửu Chính.

## Sách tham khảo
- Quốc sử quán triều Nguyễn, Quốc triều sử toát yếu. Nhà xuất bản Văn Học, 2002.
- Trần Trọng Kim, Việt Nam sử lược (quyển 2). Trung tâm học liệu Sài Gòn xuất bản, 1971.
- Phạm Văn Sơn, Việt sử tân biên (quyển 3). Tác giả tự xuất bản, Sài Gòn, 1959.
- Nhiều người soạn, Địa chí văn hóa Thành phố Hồ Chí Minh, phần lịch sử do Nguyễn Đình Đầu biên soạn. Nhà xuất bản Thành phố Hồ Chí Minh, 1987.
- Nguyễn Q. Thắng-Nguyễn Bá Thế, Từ điển nhân vật lịch sử Việt Nam. Nhà xuất bản Khoa học Xã hội, 1992.
- Huỳnh Minh, Vĩnh Long xưa. Nhà xuất bản Thanh Niên in lại năm 2002.